# Sindrome di Sjögren-Larsson
Per  sindrome di Sjögren-Larsson in campo medico, si intende un quadro clinico di carattere autosomico recessivo di diffusione rara.

## Storia
Originariamente riscontrata in Svezia nel 1956 da Karl Gustaf Torsten Sjögren, l'anno successivo Sjögren insieme a Tage Konrad Leopold Larsson studiò più di 20 casi clinici simili.

## Epidemiologia
La sua incidenza è stata calcolata 1-9 casi su 1 000 000 persone.

## Sintomatologia
Fra i sintomi e i segni clinici ritroviamo ittiosi congenita, diplegia spastica in alternativa alla tetraplegia e ritardo mentale. Manifestazioni minori sono prurito e ipoidrosi e comparsa di edema ai piedi.

## Eziologia
La mutazione del gene ALDH3A2 provoca un difetto nel metabolismo degli alcoli grassi. Studi hanno dimostrato che durante la ventitreesima settimana di gestazione del nascituro si possono assistere ai primi cambiamenti.

## Esami
Per una corretta diagnosi si utilizza l'Imaging a risonanza magnetica.. Si deve sospettare la presenza di tale sindrome nel caso di insorgenza di ittiosi ed essa è confermata se prima dei 3 anni di vita i pazienti mostrano le altre manifestazioni tipiche (ritardo mentale - spasticità). È anche possibile una diagnosi prenatale attraverso un esame del DNA o conducendo uno studio enzimatico.

## Terapia
Il primo trattamento riguarda la cura dell'ittiosi con la somministrazione di retinoidi, mentre per le convulsioni si utilizzano anticonvulsanti. Il trattamento chirurgico è riservato alla spasticità.